# Sinaj Adler
Rabi Sinaj Adler (hebrejsky סיני אדלר‎, 11. července 1928, Praha – 11. července 2020, Izrael) byl izraelský rabín.
Narodil se jako Wolfgang Adler v Praze v rodině rabína dr. Šimona Adlera. Válku prožil v terezínském ghettu, v létě 1944 byl deportován do Osvětimi, Mauthausenu a Gunskirchenu. 

Roku 1946 vycestoval do tehdejší mandátní Palestiny. Studoval na ješivách v Jeruzalémě. Pak vyučoval v ješivě Kerem be-Javne v náboženském kibucu Kvucat Javne. Od roku 1962 byl hlavní aškenázský rabín Ašdodu. Po úmrtí své ženy přesídlil do města Mevaseret Cijon, kde vyučoval v kolelu.
Jeho starší bratr Matitjahu Adler byl izraelským velvyslancem ve Švýcarsku.
Je autorem autobiografické knihy V údolí smrti o svých válečných osudech. S bratrem napsali také knihu o životě svých rodičů.